# 正親町三条実音
正親町三条 実音（おおぎまちさんじょう さねとし、旧字体：正親町三條 實音󠄁）は、南北朝時代の公卿。内大臣・正親町三条公秀の次男。母は従三位非参議藤原家相の娘。官位は従一位・准大臣。

## 経歴
以下、『公卿補任』と『尊卑分脈』の内容に従って記述する。
- 正中2年（1325年）10月26日、叙爵。
- 嘉暦4年（1329年）1月5日、従五位上に昇叙。
- 元徳2年（1330年）1月5日、正五位下に昇叙。
- 建武4年（1337年）7月24日、侍従に任ぜられる。
- 暦応2年（1339年）1月5日、従四位下に昇叙。
- 暦応4年（1341年）1月22日、左少将に任ぜられる。
- 暦応5年（1342年）1月5日、従四位上に昇叙。同年3月30日、遠江権介を兼ねる。12月28日、右少将に転任。
- 康永2年（1343年）12月22日には右中将に昇進。
- 康永3年（1344年）1月5日、正四位下に昇叙。
- 貞和2年（1346年）、遠江権介を止める。
- 観応元年（1350年）6月19日、従三位に叙され、同日に右兵衛督に任ぜられる。同年8月16日には参議に任ぜられる。
- 文和3年（1354年）3月28日、備中権守を兼ね、同年中に右兵衛督を辞した。同年9月11日に右中将を兼ねる。
- 文和4年（1355年）12月27日、権中納言に昇進。
- 延文4年（1359年）、正三位に昇叙。
- 延文5年（1360年）11月17日、従二位に昇叙。12月18日、母の喪に服す。
- 康安元年（1361年）5月14日、復任する。
- 貞治2年（1363年）4月20日、権大納言に昇進。
- 貞治3年（1364年）4月14日、正二位に昇叙。
- 応安3年（1370年）4月13日、大宰権帥を兼ねる。
- 応安7年（1374年）9月18日、権大納言を辞し大宰権帥はそのまま。
- 永和元年（1375年）2月15日、本座を許される。
- 永徳元年（1381年）6月17日、従一位に昇叙。
- 永徳2年（1382年）4月8日、准大臣宣旨。
- 至徳3年（1386年）2月16日、薨去。

## 従一位昇叙の背景
鎌倉幕府が崩壊して政権が流動的であった時、実音は持明院統に忠義を尽くしたようである。光厳院が河内東条へ移された際に供奉した公卿は実音のみであったという。また、姉・秀子が女院となり兄・実継も父公秀に続いて内大臣に任ぜられ、兄・実継に次いで従一位に叙せられた実音は持明院統の外戚としての処遇を受けたと考えられる。

## 系譜
- 父：正親町三条公秀（1285-1363）
- 母：従三位非参議藤原家相娘
- 妻：不詳
  - 男子：正親町三条公敦（?-1409）
  - 次男：正親町三条公頼
  - 女子：後円融天皇後宮